# يان دونيلي
يان دونيلي (26 فبراير 1946 في المملكة المتحدة - ) (بالإنجليزية: Ian Donnelly)‏ هو لاعب كريكت نيوزلندي.

## وصلات خارجية
- يان دونيلي على موقع إي آس بي آن كريك إنفو (الإنجليزية)